# Shábara
Shábara Suami (siglo II a. C.) fue un comentador de los Mimansa sutra del escritor Yaimini (siglo III a. C.).
- śābara, en AITS (alfabeto internacional de transliteración sánscrita).
- शाबर, en escritura devánagari del sánscrito.
- Etimología: shábara, ‘malvado’, ‘malicioso’, nombre de una tribu montañesa del Deccan; en el lenguaje posterior se aplicaba a cualquier tipo de bárbaro o salvaje.

Se calcula que Shábara vivió después de la época de la composición del Maja-bhashia (del gramático Patañyali, del siglo II a. C.) y antes que Vatsiaiana (el autor del Kamasutra, entre el siglo III y el VI d. C.).
Escribió el Śābara-bhāṣiam, por lo que fue llamado también Bhāshia Kāra (‘hacedor del comentario’). A su vez, su texto fue comentado por Kumarila Bhatta (siglos VIII-IX).
La leyenda dice que su nombre real era Aditya Deva, y que se ganó ese nombre Shábara por haber vivido en los bosques como guardabosque por miedo a la persecución de los yainas.
Existe un verso, cuya autenticidad está cuestionada, que dice que Shábara Suami tuvo cuatro esposas que pertenecían a los cuatro varnas, con las que tuvo seis hijos. Es muy posible que haya sido del norte de la India.